# Erbendorf
Erbendorf là một thị trấn tại Upper Palatinate (Oberpfalz), Đức.